# Nadrożna
Nadrożna – osada wsi Cadów w Polsce, położona w województwie łódzkim, w powiecie radomszczańskim, w gminie Kobiele Wielkie.
W latach 1975–1998 osada administracyjnie należała do województwa piotrkowskiego.